# Cratere Portia
Portia è un cratere sulla superficie di 4 Vesta.